# Reine Bartève
 (février 2024).
Si vous disposez d'ouvrages ou d'articles de référence ou si vous connaissez des sites web de qualité traitant du thème abordé ici, merci de compléter l'article en donnant les références utiles à sa vérifiabilité et en les liant à la section « Notes et références ».

Reine Bartew, plus connue sous son nom de scène francisé Reine Bartève, est une écrivaine, comédienne et actrice française d'origine arménienne, née le 31 mai 1931 à Enghien-les-Bains et morte le 20 janvier 2018 à Paris.
Elle s'illustre notamment au théâtre en 1967 dans La Reine morte et en interprétant Charlotte Robespierre dans une adaptation théâtrale des Mémoires de cette dernière, en 1989.

## Biographie

### Débuts sur scène
Après avoir suivi des cours à l'Académie Charles Dullin, Reine Bartève entame une carrière de comédienne dans Un envoyé spécial, pièce de Jean Escoffier mise en scène par Jean-Pierre Miquel en 1966. L'année suivante, elle joue notamment dans La Reine Margot, sur une mise en scène de Jean Davy

### Théâtre
Le 27 avril 1976 au Coupe-Chou Beaubourg de Paris, elle tient un rôle dans une pièce de Tennessee Williams, Je n'imagine pas ma vie demain, en présence de l'auteur, mise en scène par Andréas Voutsinás. La même année, elle créé une pièce, L'Arménoche, qui a pour sujet le peuple arménien dont elle est originaire, et dans laquelle elle tient le rôle principal, sur une mise en scène de Jean-Luc Boutté.
En 1978, elle créé une nouvelle pièce, Le Pavillon Balthazar,  mise en scène par Gabriel Garran.
En 1989, à l'occasion du bicentenaire de la Révolution française, elle interprète Charlotte Robespierre dans une adaptation des Mémoires de la sœur de l'Incorruptible.
En 1993, on la retrouve dans Le Repos du septième jour de Paul Claudel (mise en scène de Jean Bollery).

### Cinéma
Parallèlement à sa carrière au théâtre, Reine Bartève s'illustre au cinéma dans Un sac de billes, adapté du roman de Joseph Joffo par Jacques Doillon en 1975, film où elle tient le rôle de la mère de l'auteur.
En 1979, elle tourne simultanément dans Le Curé de Tours, téléfilm diffusé en 1980 et adapté du roman de Balzac, et dans Le Pull-over rouge, autre adaptation d'un roman à succès. Avec ce long-métrage, c'est la seconde fois qu'elle tourne un film de procès, après Landru, réalisé par Claude Chabrol. À la fin de sa carrière, elle renoue avec le film de procès avec L'Affaire Dominici.

## Œuvre
- L'Arménoche (1975), créée en janvier 1976 par Jean-Luc Boutté
- Le Pavillon Balthazar (octobre 1978), mise en scène de Gabriel Garran
- Ouverture sur mer (juin 1980), créée par Julian Negulesco
- L'Orphelinat (décembre 1984), mise en scène de Jean-Jacques Aslanian (1985)
- Le Désir du figuier (1995), sur une mise en scène d'Élisabeth Crusson

## Théâtre
- 1966 : Un envoyé spécial de Jean Escoffier, mise en scène de Jean-Pierre Miquel
- 1967 : Électre de Sophocle, mise en scène de Georges Toussaint
- 1967 : Esther de Jean Racine, mise en scène de Georges Toussaint
- 1967 : La Reine morte d'Henry de Montherlant, mise en scène de Jean Davy
- 1973 : Something Unspoken de Tennessee Williams, mise en scène d'Andréas Voutsinás
- 1976 : L'Arménoche de Reine Bartève, mise en scène de Jean-Luc Boutté
- 1976 : Je n'imagine pas ma vie demain de Tennessee Williams, mise en scène d'Andréas  Voutsinas
- 1977 : 1915 de Jean-Jacques Varoujean, mise en scène de Jean-Marie Lehec
- 1978 : Le Pavillon Balthazar de Reine Bartève, mise en scène de Gabriel Garran
- 1980 : Ouverture sur mer de Reine Bartève, mise en scène de Julian Negulesco
- 1990 : La Maison de Bernarda Alba de Federico García Lorca, mise en scène de Francis Sourbié
- 1991 : À chacun sa vérité de Luigi Pirandello, mise en scène de Jean Danet
- 1993 : Le Repos du septième jour de Paul Claudel, mise en scène de Jean Bollery

## Filmographie

### Cinéma
- 1963 : Landru de Claude Chabrol : Une femme au procès
- 1975 : Un sac de billes de Jacques Doillon : La mère
- 1979 : Le Pull-over rouge de Michel Drach : Mme Anna Andréi
- 1981 : Malevil de Christian de Chalonge : Judith
- 1991 : Aujourd'hui peut-être... de Jean-Louis Bertuccelli : Huguette
- 1995 : Élisa de Jean Becker : La grand-mère

### Télévision
- 1970 : Le Lys dans la vallée de Marcel Cravenne : Manette
- 1980 : Le Curé de Tours de Gabriel Axel : Marianne
- 1981 : Silas de Sigi Rothemund : Thérésa
- 2003 : L'Affaire Dominici de Pierre Boutron : Marie Dominici